# Blaž Gregorc
Blaž Gregorc, född 18 januari 1990 i Jesenice i Tjeckoslovakien, är en slovensk ishockeyspelare som spelar för EHC Black Wings Linz i österrikiska ICEHL. Gregorc har spelat Södertälje SK i Elitserien samt i tjeckiska Tipsport Extraliga med HC Dynamo Pardubice, HK Hradec Kralove, HC Sparta Praha och HC Vitkovice.